# Малая Поляна (Дальнеконстантиновский район)
Малая Поляна — деревня в Дальнеконстантиновском районе Нижегородской области. Входит в состав Богоявленского сельсовета.

## География
Находится в 10 км от Дальнего Константинова и в 58 км от Нижнего Новгорода.

## История
Первоначальное название деревни "Немытая Поляна" зафиксировано в 1850-х годах (Топографическая межевая карта Нижегородской губернии, сделанная под руководством А.И. Менде. Издание 1850-х годов). В «Списке населенных мест» Нижегородской губернии по данным за 1859 год значится как владельческая деревня при речке Пичесе в 52 верстах от Нижнего Новгорода. В деревне насчитывалось 48 дворов и проживало 342 человека (166 мужчин и 176 женщин). В национальном составе населения преобладали терюхане.

## Инфраструктура
В 2010 году деревня была газифицирована.

## Население
| 2002 | 2010 |
| ---- | ---- |
| 91   | ↘59  |

Национальный состав
Согласно результатам переписи 2002 года, в национальной структуре населения русские составляли 99 % из 91 человека.

## Улицы
- улица Васильковая
- улица Молодежная
- улица Новая
- улица Солнечная